# Сигхер
Сигхер (англ. Sighere) — король Эссекса (664—683 и 687—689).

## Биография
Сигхер родился в семье Сигеберта. В 664 году он стал королём Эссекса и сразу же отказался от христианства и начал поклоняться идолам. Его соправитель, Себби остался христианином.
Сигхер решил свергнуть Себби и заручился поддержкой Уэссекса, а Себби был поддержан Мерсией. В итоге этого противостояния победил Себби, а Сигхер был вынужден признать себя вассалом Себби.
Король Мерсии Вульфхер послал своего епископа Ярумана в Эссекс. Все саксы вернулись к христианству, а Сигхер, женатый на племяннице короля Вульфхера Осите, в 683 году бежал в Северный Элмхэм.
После смерти Вульфхера Сигхер вернулся в Эссекс и примирился с Себби. Вместе они разгромили Кент, где с 687 года стал править сам Сигхер. Он владел этим королевством вплоть до своей смерти в 689 году.